# Equipaggiamento dell'Esercito Italiano
Esercito italiano 

## Armi individuali
| Modello                    | Immagine | Tipo                                          | Calibro              | Origine     | Note                                                                                            |
| Pistole                    | Pistole  | Pistole                                       | Pistole              | Pistole     | Pistole                                                                                         |
| -------------------------- | -------- | --------------------------------------------- | -------------------- | ----------- | ----------------------------------------------------------------------------------------------- |
| Beretta 92FS               |          | Pistola semiautomatica                        | 9 × 19 mm Parabellum | Italia      |                                                                                                 |
| Beretta APX                |          | Pistola semiautomatica                        | 9 × 19 mm Parabellum | Italia      | Inizialmente distribuita ai Close Protection Team dei vari reparti, sostituirà la Beretta 92FS. |
| FN Five-seveN              |          | Pistola semiautomatica                        | FN 5,7 × 28 mm       | Belgio      |                                                                                                 |
| Glock 17                   |          | Pistola semiautomatica                        | 9 × 19 mm Parabellum | Austria     | In uso nelle forze speciali.                                                                    |
| Pistole mitragliatrici     |          |                                               |                      |             |                                                                                                 |
| Beretta PM12S              |          | Pistola mitragliatrice                        | 9 × 19 mm Parabellum | Italia      | Utilizzata dall’Arma dei Carabinieri durante i controlli stradali                               |
| Beretta PMX                |          | Pistola mitragliatrice                        | 9 × 19 mm Parabellum | Italia      |                                                                                                 |
| Heckler & Koch MP5         |          | Pistola mitragliatrice                        | 9 × 19 mm Parabellum | Germania    |                                                                                                 |
| FN P90                     |          | Personal Defense Weapon                       | FN 5,7 × 28 mm       | Belgio      | In servizio nel 9º Reggimento d'assalto paracadutisti "Col Moschin".                            |
| Fucili d'assalto           |          |                                               |                      |             |                                                                                                 |
| Beretta AR 70/90           |          | Fucile d'assalto                              | 5,56 × 45 mm NATO    | Italia      |                                                                                                 |
| Beretta SC 70/90           |          | Fucile d'assalto                              | 5,56 × 45 mm NATO    | Italia      |                                                                                                 |
| Beretta SCP 70/90          |          | Fucile d'assalto                              | 5,56 × 45 mm NATO    | Italia      |                                                                                                 |
| Beretta ARX 160            |          | Fucile d'assalto                              | 5,56 × 45 mm NATO    | Italia      | Nelle versioni A1, A2 e A3.                                                                     |
| Heckler & Koch G36         |          | Fucile d'assalto                              | 5,56 × 45 mm NATO    | Germania    | [ 2 ]                                                                                           |
| M4                         |          | Fucile d'assalto                              | 5,56 × 45 mm NATO    | Stati Uniti | In servizio nelle forze speciali.                                                               |
| Heckler & Koch HK416       |          | Fucile d'assalto                              | 5,56 × 45 mm NATO    | Germania    | In servizio nelle forze speciali.                                                               |
| Fucili da battaglia        |          |                                               |                      |             |                                                                                                 |
| Beretta ARX 200            |          | Fucile da battaglia Designated marksman rifle | 7,62 × 51 mm NATO    | Italia      | [ 5 ]                                                                                           |
| Fucili a canna liscia      |          |                                               |                      |             |                                                                                                 |
| Benelli M3 Super 90        |          | Fucile semiautomatico                         | Calibro 12           | Italia      |                                                                                                 |
| Benelli M4 Super 90        |          | Fucile semiautomatico                         | Calibro 12           | Italia      |                                                                                                 |
| Franchi SPAS-15            |          | Fucile semiautomatico                         | Calibro 12           | Italia      |                                                                                                 |
| Beretta RS202              |          | Fucile a pompa                                | Calibro 12           | Italia      |                                                                                                 |
| Mitragliatrici             |          |                                               |                      |             |                                                                                                 |
| FN Minimi                  |          | Mitragliatrice leggera                        | 5,56 × 45 mm NATO    | Belgio      | [ 6 ]                                                                                           |
| Beretta MG 42/59           |          | Mitragliatrice media                          | 7,62 × 51 mm NATO    | Italia      | [ 7 ]                                                                                           |
| Browning M2                |          | Mitragliatrice pesante                        | 12,7 × 99 mm NATO    | Stati Uniti | [ 8 ]                                                                                           |
| Fucili di precisione       |          |                                               |                      |             |                                                                                                 |
| Sako TRG-42                |          | Fucile di precisione                          | .338 Lapua           | Finlandia   | [ 9 ]                                                                                           |
| Victrix Scorpio            |          | Fucile di precisione                          | .338 Lapua           | Italia      |                                                                                                 |
| Accuracy International AWM |          | Fucile di precisione                          | .338 Lapua           | Regno Unito | In servizio nelle forze speciali.                                                               |
| M110                       |          | Fucile di precisione                          | 7,62 × 51 mm NATO    | Stati Uniti | In servizio nelle forze speciali.                                                               |
| Barrett M82                |          | Fucile anti-materiale                         | 12,7 × 99 mm NATO    | Stati Uniti | [ 11 ]                                                                                          |
| Lanciagranate              |          |                                               |                      |             |                                                                                                 |
| Beretta GLX 160            |          | Lanciagranate                                 | 40 mm                | Italia      |                                                                                                 |
| M203                       |          | Lanciagranate                                 | 40 mm                | Stati Uniti |                                                                                                 |
| Mk 19                      |          | Lanciagranate automatico                      | 40 mm                | Stati Uniti | [ 12 ]                                                                                          |
| Lanciarazzi                |          |                                               |                      |             |                                                                                                 |
| Panzerfaust 3              |          | Lanciarazzi anticarro                         | 110 mm               | Germania    |                                                                                                 |

## Artiglieria
| Modello                     | Immagine  | Calibro   | Origine                     | In servizio | Note                                                                                               |
| Semoventi                   | Semoventi | Semoventi | Semoventi                   | Semoventi   | Semoventi                                                                                          |
| --------------------------- | --------- | --------- | --------------------------- | ----------- | -------------------------------------------------------------------------------------------------- |
| PzH 2000                    |           | 155 mm    | Germania Italia             | 67          | Prodotti su licenza dal Consorzio Iveco-OTO Melara.                                                |
| Obici                       |           |           |                             |             | |
| OTO Melara 105 mm M56       |           | 105 mm    | Italia                      | 25          | [ 15 ]                                                                                             |
| 155 mm FH-70                |           | 155 mm    | Germania Regno Unito Italia | 167         | [ 16 ]                                                                                             |
| Lanciarazzi multiplo        |           |           |                             |             | |
| MLRS                        |           | 227 mm    | Stati Uniti                 | 21          | [ 17 ]                                                                                             |
| Mortai                      |           |           |                             |             | |
| Hirtenberger M6C-210        |           | 60 mm     | Austria                     | ?           | [ 18 ]                                                                                             |
| Expal 81 mm                 |           | 81 mm     | Spagna                      | 283         | [ 19 ]                                                                                             |
| Brandt Thomson MO-120-RT-61 |           | 120 mm    | Francia                     | 142         | [ 20 ]                                                                                             |
| VBM Freccia Porta Mortaio   |           | 120 mm    | Italia                      | 21          | Mortai RT-61 su scafo di VBM Freccia. Ulteriori 14 della versione Plus ordinati nel dicembre 2021. |

## Veicoli
| Modello                                 | Immagine     | Tipo                                  | Origine         | In servizio                                     | Note |
| Carri armati                            | Carri armati | Carri armati                          | Carri armati    | Carri armati                                    | Carri armati |
| --------------------------------------- | ------------ | ------------------------------------- | --------------- | ----------------------------------------------- | --- |
| Ariete                                  |              | Carro armato da combattimento         | Italia          | 147 versione C1 più 3 versione C2               | Nel 2019 è stato presentato un programma per la produzione di 3 prototipi di Ariete AMV (Ammodernamento di Mezza Vita) con motore Iveco da 1 500 CV, protezione ventrali contro mine e IED, nuovo sistema di puntamento, introduzione di un sistema di asservimento elettrico in torretta. Nel 2022 sono stati stanziati 980 milioni di Euro per finanziare l'aggiornamento di 125 esemplari. |
| Autoblindo                              |              |                                       |                 |                                                 | |
| Centauro                                |              | Autoblindo cacciacarri                | Italia          | 255                                             | |
| Centauro II                             |              | Autoblindo cacciacarri                | Italia          | 8                                               | 112 acquistati più altri 10 in opzione, per un totale di 122 esemplari contrattualizzati su un fabbisogno di 150 veicoli. |
| Veicoli da combattimento della fanteria |              |                                       |                 |                                                 | |
| Dardo                                   |              | IFV                                   | Italia          | 165                                             | |
| VBM Freccia                             |              | IFV                                   | Italia          | 284, compresi 20 Posto Comando e 60 Controcarro | 36 Controcarro, 5 Combat e 26 Posto Comando ordinati di una tranche che comprende in totale 381 mezzi di varie versioni; sono stati stanziati fondi per incrementare il totale dei Freccia in servizio a 630. Ulteriori 40 VBM Plus, di cui 26 Posto Comando e 14 Porta Mortaio, sono stati ordinati nel dicembre 2021.                                                                       |
| Veicoli trasporto truppe                |              |                                       |                 |                                                 | |
| Puma                                    |              | APC                                   | Italia          | 199 versione 6x6                                | Acquistati 180 4×4 e 360 6×6. |
| VTMM Orso                               |              | APC                                   | Germania Italia | 33, tra cui 16 versione ambulanza               | 16 in versione ambulanza. Avviato il programma finalizzato all'acquisizione di 197 VTMM 2 6×6 in versione Posto Comando e 150 VTMM 2 6×6 in versioni ambulanza e bonifica IED. |
| Cougar                                  |              | APC                                   | Stati Uniti     | 10                                              | |
| AAV7                                    |              | APC anfibio                           | Stati Uniti     | 15                                              | 14 AAVP-7 ed 1 AAVC-7 posto comando, in servizio nel Reggimento lagunari "Serenissima". |
| VTLM Lince                              |              | Infantry Mobility Vehicle             | Italia          | 1798, di cui 82 versione ambulanza              | |
| Iveco VTLM-2                            |              | IMV                                   | Italia          | 34                                              | Requisito iniziale per 32 veicoli. |
| Veicoli per usi speciali                |              |                                       |                 |                                                 | |
| Bv 206S                                 |              | All-terrain vehicle                   | Svezia          | 138                                             | |
| Pionierleopard                          |              | Veicolo del genio                     | Germania        | 25                                              | 40 acquistati nel 1985 di cui 18 prodotti su licenza da OTO Melara. |
| Buffalo                                 |              | Veicolo del genio                     | Stati Uniti     | 15                                              | 7 Buffalo MK2A1 in servizio e 9 MK2A2 acquistati nel 2022. |
| VTMM ACRT                               |              | Veicolo del genio                     | Germania Italia | 25                                              | Veicolo da esplorazione e bonifica IED. |
| PackBot 510                             |              | Unmanned ground vehicle               | Stati Uniti     |                                                 | [ 33 ] |
| Bergepanzer 2                           |              | Veicolo corazzato da recupero         | Germania        | 73                                              | 134 veicoli acquistati di cui 67 prodotti su licenza da OTO Melara. |
| AAVR-7                                  |              | Veicolo corazzato da recupero anfibio | Stati Uniti     | 1                                               | |
| Biber                                   |              | Veicolo gettaponte                    | Germania        | 30                                              | |
| Ponte galleggiante mobile               |              | Ponte motorizzato                     | Francia         |                                                 | [ 34 ] |
| M200/M300                               |              | Autogrù                               | Italia          |                                                 | |
| ATCM 400                                |              | Autogrù                               | Italia          |                                                 | [ 35 ] |
| Renault VBR NBC Plus                    |              | Veicolo per la difesa NBC             | Francia         | 14, di cui 5 versione base e 9 versione Plus    | Acquistati di seconda mano dalla Francia e aggiornati con componenti italiani. |
| Veicoli utility                         |              |                                       |                 |                                                 | |
| Cagiva W12                              |              | Motocicletta                          | Italia          |                                                 | |
| Land Rover AR 90 VAV                    |              | Veicolo tattico leggero               | Regno Unito     |                                                 | AR 90 modificato per il 9º Reggimento d'assalto paracadutisti "Col Moschin" mediante kit Weapons Mounted Installation Kit comprendente una MG 42/59 e una M2 o un Mk 19. |
| General Dynamics Flyer 72 GMV 1.1       |              | Veicolo tattico leggero               | Stati Uniti     | 9                                               | 9 consegnati e 18 in opzione per il 9º Reggimento d'assalto paracadutisti "Col Moschin". |
| Land Rover AR 90                        |              | Automobile                            | Regno Unito     |                                                 | [ 40 ] |
| Jeep Wrangler J8                        |              | Automobile                            | Stati Uniti     |                                                 | 210 acquistate e altre 210 opzionate nel 2020 su un fabbisogno di 2 400 veicoli. |
| Iveco VM 90                             |              | Veicolo multiruolo                    | Italia          |                                                 | [ 42 ] |
| Jeep Renegade                           |              | Automobile                            | Italia          |                                                 | [ 43 ] |
| Iveco ACL 90                            |              | Autocarro                             | Italia          |                                                 | |
| Iveco ACM 90                            |              | Autocarro                             | Italia          |                                                 | |
| Iveco ACTL                              |              | Autocarro                             | Italia          |                                                 | In versioni 4×4, 6×6 e 8×8 |

## Missili
| Modello           | Immagine          | Tipo                       | Origine            | Note |
| Missili anticarro | Missili anticarro | Missili anticarro          | Missili anticarro  | Missili anticarro |
| ----------------- | ----------------- | -------------------------- | ------------------ | --- |
| Spike             |                   | Missile a guida infrarossa | Israele            | [ 44 ] |
| Missili antiaerei |                   |                            |                    | |
| FSAF SAMP/T       |                   | Sistema SAM a medio raggio | Francia Italia     | 5 batterie in servizio presso il 4º Reggimento artiglieria controaerei "Peschiera".                                          |
| Skyguard-Aspide   |                   | Sistema SAM a corto raggio | Italia             | 24 sistemi in servizio.(In sostituzione)                                                                                     |
| Grifo             |                   | Sistema SAM a corto raggio | Regno Unito Italia | Sistema antiaereo per i missili CAMM ER. Programmata l'acquisizione iniziale di 6 sistemi su un fabbisogno complessivo di 9. |
| FIM-92 Stinger    |                   | MANPADS                    | Stati Uniti        | |